# Nagari Talang Babungo
Nagari Talang Babungo is een bestuurslaag in het regentschap Solok van de provincie West-Sumatra, Indonesië. Nagari Talang Babungo telt 8010 inwoners (volkstelling 2010).